# Castell d'Albalat (Cabanes)
El Castell d'Albalat, és com el seu nom indica un castell que es troba en el despoblat d'Albalat dels Ànecs, a la part més septentrional del terme municipal de Cabanes, ubicat a la part alta d'un turó situat a la Ribera de Cabanes, a la comarca de la Plana Alta.
Es tracta d'un edifici considerat com a militar i d'ús defensiu datat possiblement al segle xiii. Actualment està catalogat com a Bé d'Interès Cultural, per declaració genèrica, amb l'anotació ministerial: RI - 51-0010722; segons consta a la Direcció General de Patrimoni Artístic de la Generalitat Valenciana.

## Història
Abans de la reconquesta de la Tinença de Miravet, duta a terme per les tropes cristianes de Jaume I d'Aragó, l'esmentat rei va decidir donar aquestes terres, al bisbe i capítol de Tortosa el 27 d'abril 1225, com a compensació i mostra d'agraïment per l'ajuda rebuda en la reconquesta de València. És per això que les terres de la Tinença de Miravet van ser repoblades per cristians portats pel prelat tortosí Ponç de Torrella, donant origen als poblats de Miravet, Albalat dels Ànecs, Torreblanca, Benlloch i Cabanes.
Es coneix la data de la repoblació de Cabanes (que va rebre carta de població el 19 de juny de 1243), i de Benlloch (el 5 de març de 1250), però no la de les poblacions d'Albalat dels Ànecs i Torreblanca.
El que sí que es pot afirmar amb seguretat és que tres segles més tard, el 5 de juliol de 1575, els llavors despoblats castells de Miravet i Albalat dels Ànecs, amb els seus respectius termes, van quedar annexionats a Cabanes, donant lloc a un únic terme municipal que ha arribat fins a l'actualitat, amb una superfície de 131,5 km quadrats.

## Descripció
El castell d'Albalat, està situat en el turó sobre l'església del mateix nom. Es tracta d'una fortalesa que segons els autors va haver de ser construïda a petició dels Bisbes de Tortosa a finals del segle xiii (possiblement en 1280]), segurament tractant amb això de fomentar la repoblació d'aquestes terres, en atorgar un lloc segur on refugiar-se en cas de ser necessari.
El recinte presenta en la seva part sud un doble emmurallament, presentant una millor conservació la part interna d'aquest.
Per la seva banda, el vessant nord del turó presenta una torre amb cortines emmerletades. La fàbrica, en el seu conjunt, és de paredat, amb ocupació de carreu petit i ús de carreus per reforçar les cantonades.
Es creu que, igual que va passar amb el castell de Miravet, es va haver d'abandonar durant el segle xvi (possiblement en 1575, quan es va incorporar al terme de Cabanes).
Actualment el seu estat és ruïnós, malgrat tot, la seva estructura és recuperable, i es pot considerar com un conjunt monumental valuós tant històricament com artísticament.